# Č
Č (kleingeschrieben č) ist ein Buchstabe des lateinischen Schriftsystems, bestehend aus dem Buchstaben C mit Hatschek. Das Č ist der vierte Buchstabe des sorbischen (niedersorbisch, obersorbisch), des serbokroatischen (bosnischen, kroatisch, serbisch), des slowakischen, des slowenischen und des tschechischen Alphabets, und der fünfte Buchstabe des litauischen und des lettischen Alphabets. Er wird auch in der Nordsamischen Sprache und der belarussischen Łacinka verwendet. Nach ISO 9 ist das Č die Transliteration des kyrillischen Ч, dementsprechend enthält die mazedonische Sprache den Buchstaben als den 29. (vorvorletzten) Buchstaben im Alphabet. Auch der persisch-arabische Buchstabe Tsche (چ) wird mit Č transliteriert.

## Aussprache
In jeder Sprache, in der das Zeichen vorkommt, entspricht es dem IPA-Laut [⁠ʧ⁠], die Aussprache ist also gleich dem „Tsch“ in „Tschüs“.

## Darstellung auf dem Computer
Unicode enthält das C mit Hatschek im Unicodeblock Lateinisch, erweitert-A (Latin Extended-A) an den Codepunkten U+010C (Großbuchstabe) und U+010D (Kleinbuchstabe). Die auf mitteleuropäische Sprachen ausgerichtete Norm ISO 8859-2 enthält das Č an den Stellen C816 (Großbuchstabe) und E816 (Kleinbuchstabe).
In TeX kann man das Č mit den Befehlen \v C und \v c bilden.
In HTML kann der Großbuchstabe Č mit &#268; in dezimaler oder &#x10C; in hexadezimaler Schreibweise erzeugt werden, analog mit &#269; oder &#x10D;der Kleinbuchstabe č. Benannte Entitäten existieren für diese Zeichen nicht. Andererseits kann man das Č bzw. č mit &Ccaron; bzw. &ccaron; bilden.

### Tastatureingabe
Mit der deutschen Standard-Tastaturbelegung E1 wird Č/č mit der Tastenfolge Alt Gr+t (für den Hatschek) gefolgt von C/c eingegeben. Mit der älteren Tastaturbelegung T2 wird Č/č mit der Tastenfolge Alt Gr+w gefolgt von C/c eingegeben. Auf Linux-Systemen mit X11 ist die Eingabe mit Alt Gr+⇧Shift+Ä, ⇧Shift+C für Č bzw. Alt Gr+⇧Shift+Ä, C für č möglich.